# Миллер, Анатолий Иванович
Анатолий Иванович Миллер (4 июня 1860 — после 1919) — русский военный инженер, генерал-лейтенант.
Образование получил в 3-й С-Петербургской военной гимназии. В службу вступил 1 сентября 1878 года. Окончил Николаевское инженерное училище. Выпущен подпоручиком (старшинство с 8 августа 1881 года) в Гренадерский сапёрный батальон. Поручик (старшинство с 16 августа 1884 года). Окончил Николаевскую инженерную академию (по 1-му разряду). Штабс-капитан (старшинство с 12 января 1886 года). Капитан (старшинство с 1 апреля 1890 года). Делопроизводитель хозяйственного комитета по постройке Либавских укреплений (с 25 февраля 1893 года). В прикомандировании к Главному инженерному управлению (с 12 июля 1893 года). Состоял в числе штаб-офицеров, положенных по штату в распоряжении Главного инженерного управления (с 9 октября 1896 года). Подполковник (старшинство 6 декабря 1896 года). Участник похода в Китай 1900—01 годов. Полковник (приказ от 1900 года; старшинство с 6 декабря 1900 года; за отличие).
Участник русско-японской войны 1904—05 годов. Состоял в распоряжении наместника на Дальнем Востоке (с 3 февраля 1904 года). Исполняющий должность помощника начальника железнодорожного отдела полевого штаба Наместника на Дальнем Востоке (с 22 мая 1904 года). Начальник этапов 1-й Маньчжурской армии (1 год и 3 месяца). Производитель работ по переустройству зав. военно-врачебных заведений (9 месяцев). Производитель дорожных работ в районе военных действий в Маньчжурии (7 месяцев). Состоял в числе штаб-офицеров, положенных в распоряжении Главного инженерного управления сверх штата (с 7 марта по 27 декабря 1907 года). Состоял в числе штаб-офицеров, положенных по штату в распоряжении Главного инженерного управления (с 27 декабря 1907 по 27 мая 1910 года). Начальник 3-й Санкт-Петербургской инженерной дистанции (с 27 мая 1910 года до 6 октября 1911 года). Генерал-майор (приказ от 1911 года; старшинство с 6 октября 1911 года; за отличие). Начальник инженеров Киевской крепости-склада (с 6 октября 1911 года до 18 декабря 1912 года). Помощник инспектора инженерной части Приамурского военного округа (с 18 декабря 1912 года). Исполняющий должность инспектора инженерной части Минского военного округа (с 9 июля 1915 года). На 10 июля 1916 года — в том же чине и должности. Генерал-лейтенант (приказ от 24 октября 1917 года). Командир 25-й Черноморской пограничной бригады.
Участник Белого движения. Служил в белых войсках Восточного фронта Русской армии.
На 6 февраля 1919 года — в Инженерном управлении Приамурского военного округа
Награды:
- орден Святого Владимира 4-й степени с мечами и бантом (1904)[1];
- орден Святого Владимира 3-й степени с мечами (1906);
- орден Святой Анны 2-й степени с мечами (1906);
- орден Святого Станислава 1-й степени (1912).